# 岩手県道141号陸前高田停車場線
岩手県道141号陸前高田停車場線（いわてけんどう141ごう りくぜんたかたていしゃじょうせん）は、岩手県陸前高田市を通る、かつて存在した一般県道である。

## 概要
起点は2011年（平成23年）の東北地方太平洋沖地震（東日本大震災）まで存在した陸前高田駅の跡地で、近くに高田高校前駅（BRT駅）が設置されており、国道45号までの区間を結ぶ。現在の陸前高田駅（BRT駅、バスターミナル）は市役所や陸前高田ICの近くに設置されている。

### 路線データ
- 起点：陸前高田市高田町字並杉（高田高校前駅、旧陸前高田駅跡）
- 終点：陸前高田市米崎町字沼田（国道45号陸前高田バイパス交点、岩手県道38号大船渡広田陸前高田線終点）

## 歴史
- 2022年（令和4年）3月31日 - 岩手県告示第216号により廃止[1]。

## 地理

### 通過する自治体
- 陸前高田市

### 交差する道路
| 交差する道路                              | 交差する場所 | 交差する場所 |
| ----------------------------------------- | ------------ | ------------ |
| 国道45号 岩手県道38号大船渡広田陸前高田線 | 米崎町字沼田 | 終点         |

### 沿線
- 大船渡線BRT 高田高校前駅（旧陸前高田駅跡）
- 岩手県立高田高等学校